# Kleptomanie
Het begrip kleptomanie of ziekelijke steelzucht komt van het Griekse κλεπτειν (stelen) en manie (ziekelijke zucht). Het is een psychische aandoening die in het DSM-IV is ingedeeld bij de stoornissen in de impulsbeheersing. Wie aan kleptomanie lijdt, kan geen weerstand bieden aan de drang om dingen te stelen.

## Omschrijving
Kleptomanen stelen voorwerpen niet om persoonlijk gewin of voor persoonlijk gebruik van de gestolen voorwerpen, maar meer om de spanning tijdens het stelen en de opluchting als het is gelukt. Mensen die aan kleptomanie lijden stelen dan ook geregeld kleine dingen die vrijwel geen waarde hebben, zoals pennen, paperclips en kleine stukken speelgoed. Dit onderscheidt kleptomanen van “gewone” dieven, die doorgaans stelen voor de winst en dus gericht dure spullen uitzoeken. Het merendeel van de kleptomanen ontwikkelt een sterke voorkeur voor een bepaald type voorwerp.
Sommige mensen met kleptomanie stelen uit winkels, anderen stelen bij kennissen of pikken dingen die ze toevallig zien liggen. 
Kenmerkend voor kleptomanie is dat iemand ook geen diefstal volledig zal plannen, zoals je bij een bankoverval zou zien, hierbij gaat het niet om deze aandoening. 
Veel personen met kleptomanie hebben ook een andere stoornis zoals Obsessieve-compulsieve stoornis. Ook kan tijdens het beloop van een eetstoornis kleptomanie optreden.

## Criteria (DSM-5)
A. Het herhaaldelijk niet kunnen weerstaan aan impulsen om voorwerpen te stelen die niet nodig zijn voor persoonlijk gebruik of voor hun geldwaarde.
B. Toenemend gevoel van spanning vlak voor het plegen van de diefstal.
C. Plezier, bevrediging of opluchting ten tijde van het plegen van de diefstal.
D. De diefstal is niet gepleegd om woede of wraak te uiten en is niet een reactie op een waanidee of een hallucinatie.
E. De diefstal kan niet beter worden verklaard door een gedragsstoornis, een manische episode of een antisociale persoonlijkheidsstoornis.

## Oorzaak en behandeling
Over de oorzaken van kleptomanie is nog weinig bekend. De behandeling bestaat meestal uit cognitieve gedragstherapie en/of antidepressiva, maar voor de werking ervan is geen wetenschappelijk bewijs.